# Сучков, Юрий Станиславович
Ю́рий Станисла́вович Сучко́в (род. 6 июля 1954 года) — советский и российский артист цирка (клоун) и кино.

## Биография
Юрий Станиславович Сучков родился 6 июля 1954 года.
- 1976 г. — работал в Московском Театре Теней.
- 1977 г. — поступил в клоунскую студию народного артиста СССР М. Н. Румянцева (Карандаша).
- С 1978 г. — работает в цирке.
- С декабря 2017 года выступал на сцене Старинного цирка ПилигримЪ в роли шпрехшталмейстера АндрЭ
- с января 2020 пенсионер занимающий активную позицию в деле продвижения циркового искусства на страницах социальной сети Facebook.

Сниматься в кино начал с 1973 г. у режиссеров Г. Чухрая, К. Худякова, С. Колосова, Э. Рязанова, В. Шиловского и др. Снимается в телесериалах.  
Из-за цирковых гастролей, проходящих в разных городах и странах, Юрий Станиславович «был потерян из виду» для кино на некоторое время. 
В мае 2008 года избран в состав правления Союза цирковых деятелей России (апелляционным определением Первого апелляционного суда общей юрисдикции от 31.01.2023 г. по административному делу № 66а-20/2023 СЦДР ликвидирован). Проработал в правлении 10 лет.  
В 2017 году с концертом выступал на военной базе Хмеймим в Сирии. Награжден медалью "Участнику военной операции в Сирии". 
В 2019 году был награжден благодарностью Министерства культуры России. 
В настоящее время выступает клоуном в дуэте с А. Корниловым, в качестве шпрехшталмейстера ведет цирковые программы, проводит цирковые фестивали. 

### Фильмография
- 2008 — «Час Волкова — 2» — режиссёр в цирке
- 2008 — «Карлик» — 9 серия
- 2007 — «Путейцы» — машинист электровоза
- 2007 — «55-й скорый» — 1 серия
- 2007 — «Курьер» — 2 серия
- 2007 — «Расчёт на брак» — 6 серия
- 2007 — «Карнавальная ночь 2, или 50 лет спустя» — клоун
- 2004 — «Не все кошки серы…» — клоун Леша
- 2001 — «Игры в подкидного» — «Пипка»
- 1993 — «Раскол» — эпизод (в титрах не указан)
- 1987 — «Забытая мелодия для флейты» — Хлестаков на сцене народного театра
- 1984 — «Успех» — радист Толя (в титрах не указан)
- 1984 — «Первая конная» — ординарец Будённого Федька
- 1983 — «Взятка. Из блокнота журналиста В. Цветкова»
- 1978 — «Дуэнья» — Лопес
- 1977 — «Трясина» — фотограф (в титрах не указан)
- 1977 — «И это все о нём» — Сергей Барышев
- 1976 — «Гранитные острова» — рядовой Ложков